# 내가네트워크의 음반
이 목록은 내가네트워크에서 발매한 음반 목록이다.

## 2000년대
- 2006년 1월 9일 이지라이프 - This Is Not!
- 2006년 3월 2일 브라운 아이드 걸스 - Your Story
- 2006년 4월 10일 이지라이프 - This Is Not! (Repackage)
- 2006년 5월 30일 브라운 아이드 걸스 - [Digital Single] HOLD THE LINE[1]
- 2006년 8월 25일 브라운 아이드 걸스 - Your Story (스페셜 리패키지 앨범)
- 2006년 9월 8일 제아 - To My Lover[2]
- 2006년 11월 16일 브라운 아이드 걸스 - SG워너비&브라운아이드걸스 싱글[3]
- 2006년 12월 11일 SAT - [Digital Single] SAT With M[4]
- 2007년 1월 3일 iM - Be My 1004
- 2007년 2월 20일 SAT - Another Day
- 2007년 6월 21일 브라운 아이드 걸스 - 내가 여름이다
- 2007년 8월 16일 이지라이프 - [Digital Single] 개티즌
- 2007년 9월 6일 브라운 아이드 걸스 - 떠나라 미스김
- 2007년 9월 20일 써니힐 - [Digital Single] Love Letter
- 2007년 10월 16일 스프링쿨러 - Dreamer
- 2007년 11월 15일 써니힐 - [Digital Single] Winter Story
- 2008년 1월 17일 브라운 아이드 걸스 - With L.O.V.E Brown Eyed Girls
- 2008년 3월 6일 PDIS - 조PD 윤일상 프로젝트 앨범 PDIS
- 2008년 4월 18일 브라운 아이드 걸스 - [Digital Single] 2008 SBS 희망 TV 24[5]
- ,2008년 5월 6일 이지라이프 - 오빠의 마음
- 2008년 6월 10일 SAT - Friends[6]
- 2008년 7월 3일 써니힐 - [Digital Single] 2008 내가 여름이다
- 2008년 9월 16일 브라운 아이드 걸스 - My Style
- 2008년 10월 30일 브라운 아이드 걸스 - My Style (Hidden Track)
- 2008년 12월 2일 브라운 아이드 걸스 - [Digital Single] 달콤한 거짓말
- 2009년 2월 6일 브라운 아이드 걸스 - [Digital Single] 불끈송
- 2009년 4월 8일 써니힐 - [Digital Single] Coming Soon...!!
- 2009년 7월 21일 브라운 아이드 걸스 - Sound G.[7]
- 2009년 10월 29일 브라운 아이드 걸스 - Sound-G Sign
- 2009년 12월 17일 가인 - [Digital single] 우리 사랑하게 됐어요[8]
- 2009년 12월 22일 브라운 아이드 걸스 - [Digital Single] 눈 내리는 마을[9]
- 2009년 12월 22일 제아 - 하모니 OST[10]

## 2010년대
- 2010년 1월 15일 미료 - [Digital Single] 우리 결혼할까?[11]
- 2010년 2월 24일 제아 - 추노 OST Part.2
- 2010년 4월 6일 브라운 아이드 걸스 - Festa On Ice 2010 스페셜 앨범
- 2010년 5월 13일 미료 - [Digital Single] 인사-연·애·별[12]
- 2010년 6월 22일 요아리 - [Digital Single] 저기요
- 2010년 6월 24일 이지라이프 - [Digital Single] Beggin U
- 2010년 7월 2일 나르샤 - [Digital Single] I'm In Love
- 2010년 7월 8일 나르샤 - Narsha
- 2010년 8월 20일 나르샤 - [Digital Single] 맘마미아
- 2010년 9월 8일 이지라이프 - [Digital Single] 그 여자를 못 잊더라
- 2010년 10월 8일 가인 - Step 2/4
- 2010년 12월 21일 가인 - [Digital Single] Bad Temper
- 2010년 12월 22일 이지라이프 - [Digital Single] 부적절한 관계
- 2010년 12월 28일 제아 - [Digital Single] 니가 따끔거려서[13]
- 2011년 4월 6일 나르샤 - 가시나무 새 OST Part.3
- 2011년 4월 19일 이지라이프 - [Digital Single] Haroo 2nd Project Album[14]
- 2011년 9월 23일 브라운 아이드 걸스 - Sixth Sense
- 2011년 11월 4일 브라운 아이드 걸스 - [Digital Single] 클렌징크림
- 2011년 12월 19일 제아 - 빠담빠담 OST Part.2
- 2012년 2월 1일 미료 - MIRYO aka JOHONEY
- 2012년 2월 27일 제아 - 샐러리맨 초한지 OST Part.4
- 2012년 3월 21일 가인 - [Digital Single] 윤일상 작곡가 21주년 기념 앨범 I'm 21 Part.4[15]
- 2012년 5월 27일 50kg - [Digital Single] 내일을 향해 쏴라
- 2012년 7월 17일 브라운 아이드 걸스 - [Digital Single] Brown Eyed Girls The Original
- 2012년 9월 27일 루나플라이 - [Digital Single] 얼마나 좋을까
- 2012년 10월 10일 리틀즈 - 대풍수 OST Part.1[16]
- 2012년 11월 20일 요아리 - [Digital Single] Lie
- 2012년 12월 5일 루나플라이 - [Digital Single] 맑은 날 흐린 날
- 2013년 1월 4일 제아 - Just JeA
- 2013년 1월 15일 요아리 - 맘에 드니?
- 2013년 4월 3일 루나플라이 - Fly To Love
- 2013년 5월 8일 제아 - 남자가 사랑할 때 OST Part.5
- 2013년 5월 9일 LC9 - SKIRMISH
- 2013년 7월 9일 브라운 아이드 걸스 - [Digital Single] 레시피[17]
- 2013년 7월 29일 브라운 아이드 걸스 - Black Box
- 2013년 8월 5일 루나플라이 - [Digital single] 여우야
- 2013년 11월 25일 제아,SAT - [Digital Single] Flower
- 2013년 11월 27일 루나플라이 - 예쁜남자 OST Part.2[18]
- 2013년 12월 13일 제아 - [Digital Single] 반가워,고마워 (Hello,Thank You)
- 2014년 2월 3일 루나플라이 - 우리가 사랑할 수 있을까 OST Part.4
- 2014년 3월 4일 LC9, 소연 - 우리가 사랑할 수 있을까 OST Part.2[19]
- 2014년 3월 10일 루나플라이 - 특별한 남자
- 2014년 7월 29일 LC9 - [Digital Single] 에덴의 동쪽
- 2014년 8월 8일 브라운 아이드 걸스 - Brown Eyed Girls BEST - Special Moments
- 2014년 8월 28일 라붐 - PETIT MACARON (쁘띠마카롱)
- 2014년 11월 3일 라붐 - PETIT MACARON DATA PACK
- 2015년 2월 5일 제아 - [Digital Single] 압구정보안관프로젝트
- 2015년 2월 16일 50 kg - [Digital Single] 걷고걷고 걸었던 날
- 2015년 3월 26일 라붐 - [Digital Single] Sugar Sugar
- 2015년 6월 26일 SAT - [Digital Single] 남사친,여사친[20]
- 2015년 7월 30일 미료 - [Digital Single] QUEEN
- 2015년 12월 6일 라붐 - AALOW AALOW
- 2015년 12월 10일 소연 - 우리집 꿀딴지 OST Part.4
- 2016년 4월 6일 라붐 - [Digital Single] Fresh Adventure
- 2016년 8월 3일 소연 - [Digital Single] 아이돌보컬리그 - 걸스피릿 EPISODE 03[21]
- 2016년 8월 23일 라붐 - Love Sign
- 2016년 9월 7일 소연 - [Digital Single] 아이돌보컬리그 - 걸스피릿 EPISODE 08[22]
- 2016년 9월 21일 소연 - [Digital Single] 아이돌보컬리그 - 걸스피릿 EPISODE 10[23]
- 2016년 12월 2일 라붐 - 겨울동화
- 2016년 12월 26일 루나플라이 - [Digital Single] 너답지 않게
- 2017년 2월 21일 윤 - [Digital Single] Wonderland
- 2017년 4월 12일 루나플라이 - [Digital Single] Dreaming Bout You
- 2017년 4월 17일 라붐 - Miss This Kiss
- 2017년 7월 25일 라붐 - [Digital Single] LABOUM Summer Special
- 2017년 10월 13일 유정, 지엔, 해인 - [Digital Single] THE UNI+ 마이턴 (My Turn)[24]
- 2017년 10월 20일 유정,지엔,해인 - [Digital Single] THE UNI+ 빛 (Last One)[25]
- 2017년 12월 5일 소연 - 저글러스 OST Part.1
- 2018년 1월 2일 소연 - [Digital Single] XOXO[26]
- 2018년 1월 20일 유정,지엔,해인 - [Digital Single] THE UNI+ G STEP 1
- 2018년 2월 10일 지엔 - [Digital Single] THE UNI+ FINAL
- 2018년 6월 6일 소연,유정 - 이리와 안아줘 OST Part.2
- 2018년 7월 27일 라붐 - [Digital Single] Between Us
- 2018년 10월 1일 유정 - 복수노트 2 OST Part.3[27]
- 2018년 11월 7일 라붐 - [Japan Digital Single] Hwi hwi
- 2018년 12월 5일 라붐 - [Digital Single] I'm Yours
- 2019년 1월 1일 소연 - 복수가 돌아왔다 OST Part.6[28]
- 2019년 2월 27일 라붐 - 봄이 오나 봄 OST Part.4
- 2019년 9월 19일 라붐 - Two Of Us
- 2019년 12월 21일 라붐 - [Digital Single] 상상더하기 WINTER ++

## 2020년 ~ 2022년
- 2020년 5월 18일 소연 - 굿캐스팅 OST Part.3[29]
- 2020년 8월 25일 라붐 - [Digital Single] 스마일팝팝 (Smile POP POP)[30]
- 2020년 12월 24일 라붐 - [Digital Single] Cheese (치즈)
- 2021년 5월 17일 소연 - 오월의 청춘 OST Part.4
- 2021년 7월 8일 소연 - 간 떨어지는 동거 OST Part.7[31]